# Гаджиев, Алиф Латиф оглы
Алиф Латиф оглы Гаджиев (азерб. Əlif Lətif oğlu Hacıyev; 1953—1992) — военный комендант Ходжалинского аэропорта в 1991—1992 годах. Майор МВД Азербайджана. Национальный герой Азербайджана (1992, посмертно).

## Биография
Родился 24 июня 1953 года в селе Ходжалы. В 1970 году окончил местную среднюю школу. В 1971—1973 годах проходил военную службу в городе Минск. В 1974—1984 годах работал на разных постах в МВД Белорусской ССР и МВД НКАО АзССР.
В 1984 году против Гаджиева было возбуждено уголовное дело, и он был приговорён к 10 годам лишения свободы. В 1989 году его дело было пересмотрено, и приговор был отменён. Освободившись из мест заключения и вернувшись в НКАО, 21 декабря 1990 года Алиф Гаджиев снова был принят на работу в милицию, был назначен начальником отдела Ходжалинского аэропорта. В то же время он выполнял обязанности военного коменданта аэропорта. В декабре 1991 года получил звание майора.
26 февраля 1992 года погиб во время штурма Ходжалы армянскими вооружёнными отрядами (см. Ходжалинская резня). Под руководством Гаджиева Ходжалы продержался несколько месяцев без газа и электричества.
Алиф Гаджиев был женат. У него остались две дочери, Зарина и Ирада.

## Память

Могила Алифа Гаджиева на Аллее Шахидов в Баку

Указом президента Азербайджанской Республики от 5 июня 1992 года Гаджиеву Алифу Лятиф оглы было присвоено звание Национального Героя Азербайджана (посмертно).
Похоронен на Аллее Шахидов в Баку.